# Rosa stylosa
Rosa stylosa — вид рослин з родини розових (Rosaceae); поширений у північно-західній Африці, західній, центральній і південній Європі. Навколо цього виду існує значна таксономічна невизначеність.

## Опис

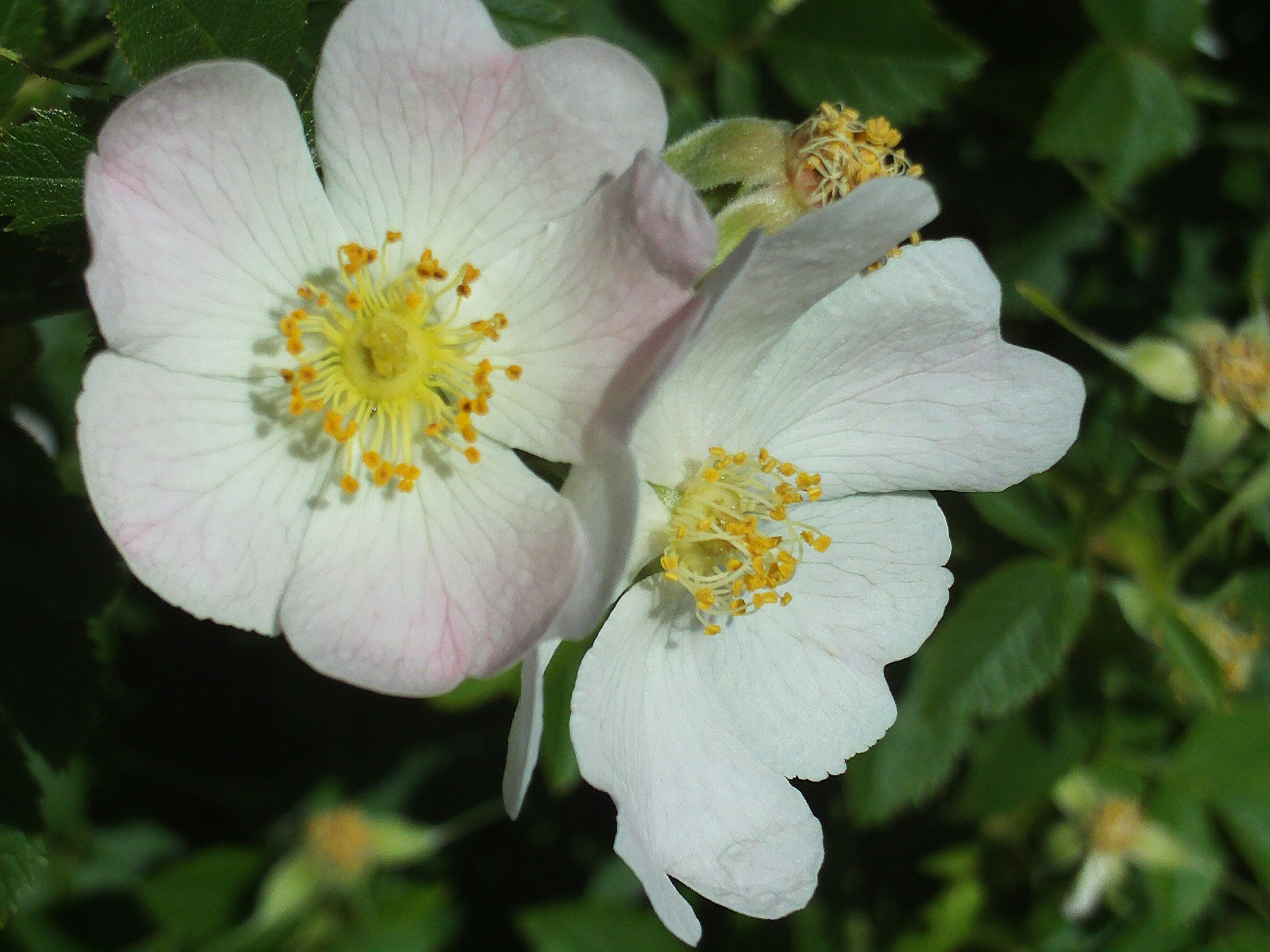
квіти

Це листопадний колючий кущ заввишки до чотирьох метрів. Колючки численні, подібні, міцні, плоскі, серпоподібні. Листочки овальні, один раз зубчасті, знизу сіро-зелені, без залоз. Квіти від білих до червоних, діаметром ≈ 4 см. Квітконіжки з залозами. Чашолистки частково перисті, волосаті на краю. Листя з 5–7 листочків, часто запушені, загострені. Плід шипшини досить великий.
Період цвітіння: червень — липень.

## Поширення
Поширений у північно-західній Африці, західній, центральній і південній Європі.
Зростає у гірській колючих живоплотах і чагарниках на висотах до 1500 метрів. У Великій Британії росте на добре дренованих вапняних ґрунтах у крейдових і вапнякових районах у відкритих лісових масивах, живоплотах, чагарниках і неробочих кар'єрах.

## Використання
Немає інформації про використання.

## Загрози й охорона
Загрози невідомі. Поточні загрози, швидше за все, можуть бути пов’язані із втратою середовища проживання.
У Бельгії має статус DD; у Сполученому Королівстві — LC; у Німеччині та Швейцарії — VU; у Люксембурзі — CR. В Угорщині його класифікують як DD, однак є припущення, що він, мабуть, вимер, оскільки рівень загрози збільшився.